# 미국축산협회
미국축산협회(美國畜産協會, NCBA, National Cattlemen's Beef Association)는 미국의 소 축산업 및 소고기 제조업자들의 이익을 대변하는 단체이다. 이 단체의 목적은 축산업자와 도축업자들의 이익을 위하여 사업적 환경의 개선을 도모하고 소비자 수요를 증진하는 데 있다. 1898년에 창립된 미국축산협회는 회원들의 회비와 소를 판매시에 한마리당 $1씩 부과되는 판매세(Beef Checkoff)에 의해 재정이 충당된다. 이 세금은 1985년 미국의회에서 제정한 소고기 판매 촉진과 연구에 관한 법에 의해 부과되며 한해에 약 8,500만 달러정도 걷힌다. 이중 미국축산협회는 약 5,500만달러의 보조금을 받는다. 미국축산협회는 또한 연례 축산 산업 대회 및 트레이드 쇼와 하기 축산협회 콘퍼런스를 개최한다.
미국의 29,000여 독립 축산업자와 23만 축산업자들을 대표하는 64개의 조합과 타이슨 푸드, 카길 등의 회원사들로 구성되어 있으며 소고기 산업과 관련된 국가 정책, 외국과의 통상정책, 세금 및 신용 문제, 식품 안전, 동물의 건강상태, 재산권, 환경과 토지문제 등에서 축산업자들의 이익을 대변하기 위한 적극적인 활동을 펼치고 있다. 현재 회장은 앤디 그로세타이다. 그로세타는 2008년 2월 15일 이명박 대통령 취임식에 초청되어 대한민국을 방문한 적이 있다.

## 기본 철학
- 농업에 대한 연방정부의 직접적인 관여를 최소화
- 토지, 물 그리고 여러 자원들에 대한 개인적인 선택의 권리를 보장
- 외국과 자유기업, 경쟁 시장시스템에서 경쟁력을 가질 수 있는 기회 보장

## 미국 의회 로비
미국축산협회는 미국의회에 대한 로비활동을 적극적으로 펼치고 있다. 2008년 4월에 발표된 회장 앤디 그로세타의 편지에서는 회원들에게 정부가 적극적인 개입을 하도록 하겠다고 하였다.

## 한국의 미국 소고기 수입
2003년 미국 소고기는 한국으로 8억1500만 달러 어치 수출되었으나 2004년 광우병에 걸린 소가 발견되면서 이로 인해 한국이 수입을 중단하였으며 2007년에는 1억1900만 달러로 수입량이 줄어들었다. 그러나 이후 한미 FTA 협상에 의해 결과적으로 미국축산협회는 한국 시장의 개방을 얻어냈고, 앞으로 한국이 10억 달러 이상에 달하는 미국산 소고기 소비국이 될 것으로 기대하고 있다.

## 홍보
미국축산협회는 "소고기: 바로 저녁을 위한 것"이라는 슬로건으로 광고 홍보 캠페인을 벌이고 있다. 아론 코플랜드가 만든 로데오라는 곡이 라디오 광고의 배경음악으로 쓰이고 있다.

## 참고
1. ↑  미국의 ‘질 나쁜’ 쇠고기 커넥션에 한국 정부 속수무책 : 정치일반 : 정치 : 뉴스 : 한겨레

### 유관단체
- 미국식육협회
- 미국육류수출협회 한국어 홈페이지
- 타이슨 푸드